# Ayaka.
Ayaka.（あやか）は、日本の女性ケータイ小説家。恋愛小説を主に執筆している。

## 来歴
第2回日本ケータイ小説大賞の優秀賞を自身の事実を元にした『空色想い』で受賞。
現在は優勝賞を受賞した『空色想い』、続編の『君色melody』主題歌、『君色想い』『カラフル』の楽曲を着うた着うたフル,配信するなど、歌手としての活動、デビューもしている。
2010年6月現在、ケータイ小説サイト「野いちご」で数々の小説を執筆中。
「みーむ」としてニコニコ動画などで活動していたが、
著作権に関するトラブルによって現在はAyaka.のみの活動となっている。

## 作品
書籍化作品
- 空色想い（スターツ出版、2008年8月1日）